# Мильяцца, Артур
Артур Мильяцца (р. 1980) — американский джазовый пианист и композитор, исполнитель в жанрах блюз и буги-вуги.

## Биография
Артур Мильяцца начал изучать классическое фортепиано в возрасте девяти лет, когда он жил в Вашингтоне, округ Колумбия. Вскоре после этого, в возрасте 10 лет, он переключился на изучение блюза. В одиннадцать лет Мильяцца вместе с семьей переехал в Тусон, штат Аризона, и впервые выступил профессионально в возрасте 13 лет на фестивале блюза в Тусоне, исполнив мелодию для «разогрева» перед выступлением коллектива Little Milton.
Мильяцца активно обучался блюзу, не только беря уроки у известных исполнителей, но и завязывая знакомства, а также по переписке . С 1991 по 2001 Мильяцца каждое лето посещал Augusta Blues Week в Элкинсе, штат Западная Вирджиния, где подружился и брал уроки у других известных великих блюзовых исполнителей.
В средней и старшей школе Мильяцца работал сольным музыкантом и в составе дуэта фортепиано и ударных под названием The Blues Kats, в основном выступая на общественных мероприятиях в Тусоне и в домах престарелых. В 1996 году дуэт выпустил свой первый и единственный альбом Funja а в 1997 году дуэт занял второе место на Tucson Area Music Awards как лучший блюзовый исполнитель.
Мильяцца учился в Университете Аризоны (с 1998 по 2002 год) и получил степень бакалавра японистики. В это время он в основном выступал соло, а также в качестве помощника Эда Фридланда и Джорджа Ховарда и Roadhouse Hounds.
После окончания учёбы Мильяцца переехал в Хиросиму, где в течение года преподавал английский язык по программе JET.
Артур Мильяцца наиболее известен своими сольными выступлениями, в которых виртуозная игра на фортепиано сочетается с историческими историями и анекдотами. Он продолжает выступать в США и за рубежом как сольный исполнитель.
Неоднократно выступал в Концертном зале им. Чайковского (2013, 2016).

## Дискография
- Funja (The Blues Kats) — 1996
- Arthur Migliazza — 2004
- Pumping Ivories — 2006
- Positively 17th Street (17th Street Band) — 2009
- Burn Your Bridges (with Tom Walbank) — 2009
- Laying it Down — 2014
- Bumble Boogie — 2017
- Gimme Attention (Kazumi Morohoshi) — 2016
- Disturbing the Peace (Boogie Kings) — 2018